# Wojska (Silésie)
Pour les articles homonymes, voir Wojska.
Wojska est une localité polonaise de la gmina de Tworóg, située dans le powiat de Tarnowskie Góry en voïvodie de Silésie.